# 三嶋神社古墳
三嶋神社古墳（みしまじんじゃこふん）は、埼玉県鴻巣市にある前方後円墳。
- 全長55メートル
- 後円部直径27メートル、高さ1.5メートル
- 前方部幅15メートル、高さ1.8メートル

墳頂に三嶋神社が建立され、墳丘は変形を受けている。1875年(明治8年)に地元民により後円部から横穴式石室が掘り出されたと伝えられ、社殿の前に敷かれた緑泥片岩は石室天井石と思われる。1959年（昭和34年）1月16日付けで吹上町（当時）指定史跡に指定された。1983年（昭和58年）発掘調査が行われ、墳丘や周溝から円筒埴輪、馬形埴輪、人物埴輪が出土した。6世紀後半の築造と考えられる。